# Romy (Schokolade)

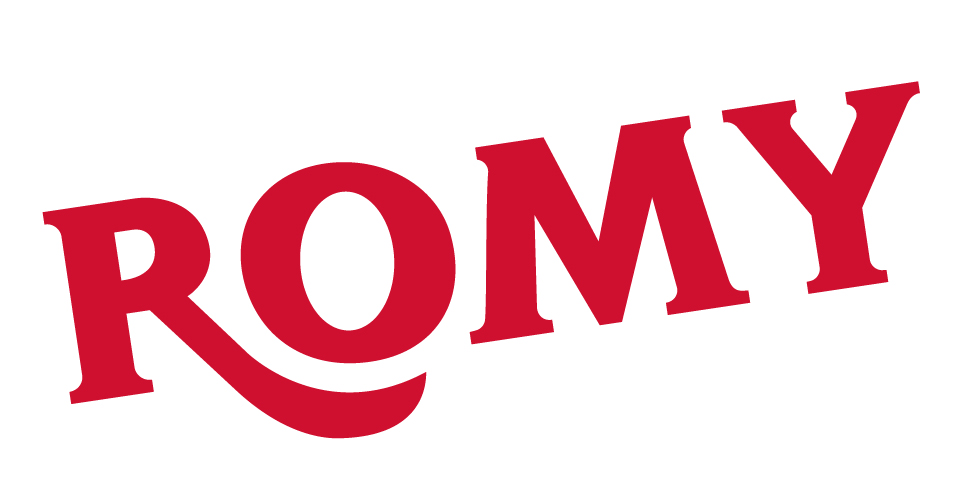
Romy-Logo

Romy (Markenname ROMY) ist eine Süßwarenspezialität. Es handelt sich um Milchschokolade gefüllt mit gerösteten Kokosraspeln in Kakaocreme (50 %), der Gesamt-Kokosanteil im Produkt beträgt 23 %. Romy wird von Hosta in Stimpfach bei Crailsheim hergestellt und ist neben Ritter Sport eine von wenigen Schokoladenmarken, die in quadratischer Form hergestellt werden. Romy ist seit den 1970er-Jahren auf dem Markt und wird saisonell in den beiden Editionen ROMY Original (Oktober bis März) und ROMY Sommer-Edition (April bis September) vertrieben. Die Original-Version wird wegen ihres niedrigeren Schmelzpunktes in den Sommermonaten nicht vertrieben.

## Produkte
Es werden folgende Produkte von Romy im Handel angeboten:
| Produktmarke        | Produktdetails        | Produkteigenschaften                                                     | Saison              |
| ------------------- | --------------------- | ------------------------------------------------------------------------ | ------------------- |
| ROMY Original       | Tafelschokolade 200 g | Milchschokolade gefüllt mit gerösteten Kokosraspeln in Kakaocreme        | Oktober bis März    |
| ROMY Sommer-Edition | Tafelschokolade 200 g | Milchschokolade gefüllt mit gerösteten Kokosraspeln in weißer Schokolade | April bis September |